# Banksia oligantha
Banksia oligantha là một loài thực vật có hoa nằm trong danh sách những loài nguy cấp thuộc họ Quắn hoa và là loài đặc hữu của phía tây nam Tây Úc. Loài này được A.S.George miêu tả khoa học đầu tiên năm 1988.